# Cochlespira radiata
Cochlespira radiata é uma espécie de gastrópode do gênero Cochlespira, pertencente a família Cochlespiridae.